# Wembley Stadium (1923.)
Izvorni Wembley Stadium bio je nogometni stadion u Londonu (Wembley, London Borough of Kent). Na mjestu gdje je nekada bio ovaj stadion danas se nalazi novo zdanje, novi Wembley Stadium.
Prvotni naziv stadiona bio je Empire Stadium. Građen je od 1922. do 1923. godine. Izvođač radova je bila tvrtka "Sir Robert McAlpine", a cijena radova je procijenjena na 750.000 britanskih funti. Izvorna ideja je bila srušiti stadion ubrzo nakon gradnje, međutim, od nje se odustalo i stadion je zatvoren tek u listopadu 2000., a srušen 2003. godine.
Stadion je imao 82.000 mjesta (prvotno 127.000). Bio je mjesto gdje su se održavali finali mnogih nacionalnih natjecanja nogometnog saveza Engleske, kao što je finale FA kupa. Na njemu je i Engleska nogometna reprezentacija igrala domaće utakmice, a tu je 1966. došla i do jedinog naslova svjetskih prvaka.
Atletska natjecanja ljetne olimpijade 1948. odvijala su se na Wembleyu. Također, brojni svjetski poznati glazbeni događaji su se također održali na ovom stadionu (npr. Live Aid, 1985. godine). 

## Vanjske poveznice
- Virtualna tura starim stadionom  Arhivirana inačica izvorne stranice od 16. listopada 2011. (Wayback Machine) (engl.)

### Ostali projekti
|  | Zajednički poslužitelj ima još gradiva o temi Wembley Stadium (1923.) |